# Jordaaniella uniflora
Jordaaniella uniflora är en isörtsväxtart som först beskrevs av L. Bol., och fick sitt nu gällande namn av H.E.K. Hartmann. Jordaaniella uniflora ingår i släktet Jordaaniella och familjen isörtsväxter. Inga underarter finns listade i Catalogue of Life.